# Mithridates III
Mithridates III of (in het Perzisch) Mehrdad († 54 v.Chr.) was koning van de Parthen van 57 v.Chr. tot 56 v.Chr..
In 57 v.Chr. vermoordde Mithridates samen met zijn broer Orodes II hun vader Phraates III. Als oudste zoon van Phraates werd Orodes als zijn opvolger gekroond. Mithridates legde zich daar echter niet bij neer en kwam in opstand tegen zijn broer. Hij had zijn machtsbasis in Medië en bezat het westelijk deel van het Parthische rijk. Hij regeerde echter met harde hand, waardoor hij snel de steun van de Parthische aristocratie verloor.
In 55 v.Chr. vluchtte hij naar Syrië, waar hij de bescherming zocht bij de Romeinse proconsul Aulus Gabinius. Op Mithridates' verzoek zegde Gabinius aanvankelijk toe samen met hem ten strijde te trekken tegen Orodes, maar toen Ptolemaeus XII Auletes hem voor 6000 talenten zilver vroeg hem te helpen de Egyptische troon te bemachtigen, trok Gabinius zijn steun aan Mithridates in. Daarop verzamelde Mithridates zijn eigen legers en trok hij zonder Romeinse steun Parthië binnen. In de strijd die volgde kreeg Orodes' generaal Surenas echter al snel de overhand. Mithridates zag zich gedwongen naar Babylon te vluchten. Surenas sloeg echter het beleg om de stad. Vertrouwend op de broederband besloot Mithridates zich aan Orodes over te geven, maar Orodes gaf het bevel hem ter plekke ter dood te brengen.